# 夫婦善哉 (石川さゆりの曲)
「夫婦善哉」（めおとぜんざい）は石川さゆりのシングルである。1987年2月1日に日本コロムビアから発売。
石川は「夫婦善哉」で『NHK紅白歌合戦』に出場を果たしており、1987年（第38回）と、2006年（第57回）とで2回歌われた。

## 収録曲
- 全曲作詞：吉岡治／作曲：弦哲也／編曲：山田年秋

1. 夫婦善哉
2. 折鶴情話